# Tabanus albopunctatus
Tabanus albopunctatus är en tvåvingeart som beskrevs av Schuurmans Stekhoven 1926. Tabanus albopunctatus ingår i släktet Tabanus och familjen bromsar. Inga underarter finns listade i Catalogue of Life.